# Lista över arbetslivsmuseer i Västmanlands län
Här följer en förteckning över arbetslivsmuseer i Västmanlands län.

## Västmanlands län
| Namn                                                                     | Typ av museum   | Kommun, ort                   | Adress Koordinat                                                    | ID-nr | Bild                                                                                        |
| ------------------------------------------------------------------------ | --------------- | ----------------------------- | ------------------------------------------------------------------- | ----- | ------------------------------------------------------------------------------------------- |
| Nyströmska gården                                                        |                 | Köping, Köping                | Ö Långgatan 59.51045, 15.99872                                      | 2442  | Ladda upp en till bild av detta arbetslivsmuseum                                            |
| Engelsbergs oljefabrik                                                   |                 | Fagersta, Engelsberg          | Oljeöns Infocentrum. Stationshuset, Ängelsberg. 59.95705, 16.0106   | 2443  | Se fler bilder av detta arbetslivsmuseum · Ladda upp en till bild av detta arbetslivsmuseum |
| Ramnäs bruksområde                                                       |                 | Surahammar, Ramnäs            | 59.78033, 16.18388                                                  | 2447  | Ladda upp en till bild av detta arbetslivsmuseum                                            |
| Polhemshjulet,Kärrgruvan                                                 |                 | Norberg, Norberg              | Hedemoravägen 60.09285, 15.92893                                    | 2445  | Se fler bilder av detta arbetslivsmuseum · Ladda upp en till bild av detta arbetslivsmuseum |
| DC-3:an Daisy                                                            | Veteranflygplan | Västerås, Västerås            | Hässlögatan 16 59.59372, 16.62658                                   | 2067  | Se fler bilder av detta arbetslivsmuseum · Ladda upp en till bild av detta arbetslivsmuseum |
| Sala silvergruva museet                                                  | Gruva           | Sala, Sala                    | 59.90807, 16.57378                                                  | 2448  | Se fler bilder av detta arbetslivsmuseum · Ladda upp en till bild av detta arbetslivsmuseum |
| Föreningen Köpings Brandmuseum                                           |                 | Köping, Köping                | Östra Långgatan 37, Köping 59.50818, 16.00115                       | 4382  | Se fler bilder av detta arbetslivsmuseum · Ladda upp en till bild av detta arbetslivsmuseum |
| Trångfors kraftstation                                                   |                 | Hallstahammar, Hallstahammar  | Trångforsområdet 59.62592, 16.20615                                 | 2459  | Se fler bilder av detta arbetslivsmuseum · Ladda upp en till bild av detta arbetslivsmuseum |
| Traktormuseum                                                            |                 | Sala, Sala                    | Kumlaby 59.89672, 16.6558                                           | 2458  | Ladda upp en till bild av detta arbetslivsmuseum                                            |
| Surahammars bruksmuseum                                                  |                 | Surahammar, Surahammar        | Surahammars bruksmiljö 59.7094, 16.21219                            | 2454  | Se fler bilder av detta arbetslivsmuseum · Ladda upp en till bild av detta arbetslivsmuseum |
| Tidö Leksaks & Seriemuseum, flyttat till Stockholm 2017                  |                 | Västerås, Västerås            | Tidö slott 59.50542, 16.4785                                        | 2457  | Ladda upp en till bild av detta arbetslivsmuseum                                            |
| Thorshammars Werkstad                                                    |                 | Norberg, Norberg              | Hinsebo 60.09005, 15.90147                                          | 2456  | Ladda upp en till bild av detta arbetslivsmuseum                                            |
| Skolmuseet i Hed                                                         |                 | Skinnskatteberg, Bernshammar  | Heds kyrka 59.68248, 15.77                                          | 2450  | Ladda upp en till bild av detta arbetslivsmuseum                                            |
| Vårdmuseet                                                               |                 | Västerås, Västerås            | Västmanlands sjukhus Västerås, Regionhuset ing 6 59.61817, 16.58115 | 4907  | Ladda upp en till bild av detta arbetslivsmuseum                                            |
| Skultuna hembygdsmuseum                                                  |                 | Västerås, Skultuna            | Arkivhyttan 59.7164, 16.41857                                       | 2453  | Ladda upp en till bild av detta arbetslivsmuseum                                            |
| Skultuna bruksmuseum                                                     |                 | Västerås, Skultuna            | Bruksgatan 8 59.7164, 16.41857                                      | 2452  | Ladda upp en till bild av detta arbetslivsmuseum                                            |
| Jädersbruks vänner                                                       |                 | Arboga, Jädersbruk            | Jädersbruk, Arboga 59.40733, 15.7834                                | 4287  | Ladda upp en till bild av detta arbetslivsmuseum                                            |
| Karmansbo Bruksmiljö                                                     |                 | Skinnskatteberg, Karmansbo    | Karmansbo, Kolsva 59.69475, 15.74863                                | 2428  | Se fler bilder av detta arbetslivsmuseum · Ladda upp en till bild av detta arbetslivsmuseum |
| Friluftsmuseet Gammelgården                                              |                 | Köping, Köping                | Karlbergsskogen 59.5117, 16.0057                                    | 2420  | Ladda upp en till bild av detta arbetslivsmuseum                                            |
| Norbergs Gruvmuseum                                                      |                 | Norberg, Norberg              | Linnévägen 60.08072, 15.94483                                       | 2423  | Se fler bilder av detta arbetslivsmuseum · Ladda upp en till bild av detta arbetslivsmuseum |
| Gyllene Hjulet MC-museum, Surahammar                                     |                 | Surahammar, Surahammar        | Bruksgatan 59.70808, 16.21633                                       | 2424  | Se fler bilder av detta arbetslivsmuseum · Ladda upp en till bild av detta arbetslivsmuseum |
| Hjälmare docka, varvs- och kanalhistoriska samlingar                     |                 | Arboga, Arboga                | Hjälmare Docka, Säterbo 59.38155, 15.94343                          | 2425  | Se fler bilder av detta arbetslivsmuseum · Ladda upp en till bild av detta arbetslivsmuseum |
| Kanalmuseet Skantzen                                                     |                 | Hallstahammar, Hallstahammar  | Skantzgatan 11, Skantzenområdet 59.61085, 16.21087                  | 2426  | Se fler bilder av detta arbetslivsmuseum · Ladda upp en till bild av detta arbetslivsmuseum |
| Bergslagens medeltidsmuseum                                              |                 | Norberg, Norberg              | Karlberg 60.06027, 15.91123                                         | 2427  | Se fler bilder av detta arbetslivsmuseum · Ladda upp en till bild av detta arbetslivsmuseum |
| Köping-Uttersberg Järnvägs museiförening (KUJmf) - KUJ                   |                 | Köping, Köping                | Gamla järnvägsstationen 59.50637, 16.00088                          | 2433  | Se fler bilder av detta arbetslivsmuseum · Ladda upp en till bild av detta arbetslivsmuseum |
| Hedströmsdalsarkivet                                                     |                 | Köping, Kolsva                | Herrgårdsallén 1 59.59677, 15.83452                                 | 2432  | Ladda upp en till bild av detta arbetslivsmuseum                                            |
| Kopparverket                                                             |                 | Skinnskatteberg, Riddarhyttan | Skinnskattebergs turistbyrå 59.81195, 15.57025                      | 2431  | Se fler bilder av detta arbetslivsmuseum · Ladda upp en till bild av detta arbetslivsmuseum |
| Lienshyttan                                                              |                 | Skinnskatteberg, Riddarhyttan | Hyttvägen 59.80735, 15.53788                                        | 2436  | Se fler bilder av detta arbetslivsmuseum · Ladda upp en till bild av detta arbetslivsmuseum |
| Möklinta traktor och nostalgimuseum                                      |                 | Sala, Möklinta                | Nässelbo 60.08282, 16.44975                                         | 2435  | Ladda upp en till bild av detta arbetslivsmuseum                                            |
| Köpings Museum                                                           |                 | Köping, Köping                | Östra Långgatan 37 59.50833, 16.00045                               | 2434  | Se fler bilder av detta arbetslivsmuseum · Ladda upp en till bild av detta arbetslivsmuseum |
| Folkhemsturen, ”Sweden, the middle way"                                  |                 | Västerås, Västerås            | CuLTUREN i Kopparlunden, Sintervägen 6 59.61445, 16.55687           | 4355  | Ladda upp en till bild av detta arbetslivsmuseum                                            |
| Myrbergs Verkstad                                                        |                 | Norberg, Norberg              | Karlberg 60.06047, 15.91208                                         | 4170  | Se fler bilder av detta arbetslivsmuseum · Ladda upp en till bild av detta arbetslivsmuseum |
| Arboga Robot-Missile Museum                                              |                 | Arboga, Arboga                | Glasbruksgatan 1 59.39677, 15.85477                                 | 2415  | Se fler bilder av detta arbetslivsmuseum · Ladda upp en till bild av detta arbetslivsmuseum |
| Arboga Museum                                                            |                 | Arboga, Arboga                | Nygatan 37 59.39433, 15.83768                                       | 2414  | Ladda upp en till bild av detta arbetslivsmuseum                                            |
| Arboga Bryggerimuseum                                                    |                 | Arboga, Arboga                | Nygatan 37 59.39528, 15.83315                                       | 2413  | Ladda upp en till bild av detta arbetslivsmuseum                                            |
| Bil- och Teknikhistoriska Samlingarna                                    |                 | Köping, Köping                | Glasgatan 19 59.51063, 16.00047                                     | 2417  | Se fler bilder av detta arbetslivsmuseum · Ladda upp en till bild av detta arbetslivsmuseum |
| Fagersta bruksmuseum                                                     |                 | Fagersta, Fagersta            | Gamla brandstationen, Axel Fornanders väg 2 60.00432, 15.79032      | 2419  | Ladda upp en till bild av detta arbetslivsmuseum                                            |
| Engelsbergs bruk                                                         |                 | Fagersta, Engelsbergs bruk    | 59.96688, 16.0082                                                   | 2418  | Se fler bilder av detta arbetslivsmuseum · Ladda upp en till bild av detta arbetslivsmuseum |
| Tomtens ångbryggeri                                                      |                 | Skinnskatteberg, Bysala       | Bysala 59.70633, 15.78858                                           | 4138  | Ladda upp en till bild av detta arbetslivsmuseum                                            |
| Stockholms kultursällskap för ånga och järnväg - SKÅJ Lokverkstad i Sala |                 | Sala, Sala                    | 60.12173, 16.22193                                                  | 2113  | Ladda upp en till bild av detta arbetslivsmuseum                                            |
| Engelsberg Norbergs Järnvägshistoriska förening - ENJ                    |                 | Norberg, Norberg              | Kärrgruvan, stationen 59.95735, 16.00967                            | 4304  | Se fler bilder av detta arbetslivsmuseum · Ladda upp en till bild av detta arbetslivsmuseum |
| Väsby kungsgård                                                          |                 | Sala, Sala                    | Museigatan 2 59.92768, 16.59432                                     | 2464  | Se fler bilder av detta arbetslivsmuseum · Ladda upp en till bild av detta arbetslivsmuseum |
| Västanfors hembygdsgård                                                  |                 | Fagersta, Fagersta            | Rune Lindströms väg 59.98477, 15.80588                              | 2465  | Se fler bilder av detta arbetslivsmuseum · Ladda upp en till bild av detta arbetslivsmuseum |
| Kraftverksmuseet                                                         |                 | Fagersta, Fagersta            | Västanfors kraftstation 59.98672, 15.80977                          | 2466  | Se fler bilder av detta arbetslivsmuseum · Ladda upp en till bild av detta arbetslivsmuseum |
| Västerås flygmuseum                                                      |                 | Västerås, Västerås            | Hässlögatan 16 59.59371, 16.62659                                   | 2467  | Se fler bilder av detta arbetslivsmuseum · Ladda upp en till bild av detta arbetslivsmuseum |
| Stiftelsen Trångfors smedja                                              |                 | Hallstahammar, Hallstahammar  | Trångforsområdet 59.6275, 16.20383                                  | 2460  | Se fler bilder av detta arbetslivsmuseum · Ladda upp en till bild av detta arbetslivsmuseum |
| Turbinhuset                                                              |                 | Västerås, Västerås            | Slottsbron 59.60723, 16.54475                                       | 2461  | Se fler bilder av detta arbetslivsmuseum · Ladda upp en till bild av detta arbetslivsmuseum |
| Vallby friluftsmuseum                                                    |                 | Västerås, Västerås            | 59.62068, 16.51692                                                  | 2462  | Se fler bilder av detta arbetslivsmuseum · Ladda upp en till bild av detta arbetslivsmuseum |
| Wirsbo bruksmuseum                                                       |                 | Surahammar, Virsbo            | Vita magasinet 59.86695, 16.04583                                   | 2463  | Se fler bilder av detta arbetslivsmuseum · Ladda upp en till bild av detta arbetslivsmuseum |
| Åsby Lantbruksmuseum                                                     |                 | Hallstahammar, Hallstahammar  | Åsby 59.61085, 16.20493                                             | 2469  | Ladda upp en till bild av detta arbetslivsmuseum                                            |
| Västerås ångkraftverk                                                    |                 | Västerås, Västerås            | Björnövägen 12 59.60867, 16.56723                                   | 4247  | Se fler bilder av detta arbetslivsmuseum · Ladda upp en till bild av detta arbetslivsmuseum |
| Brunnsmuseet Sätra Brunn                                                 |                 | Sala, Sätra brunn (kurort)    | Henschens badhus, Urban Hjärnes väg 2 59.86021, 16.44837            | 4641  | Se fler bilder av detta arbetslivsmuseum · Ladda upp en till bild av detta arbetslivsmuseum |

## Tidigare arbetslivsmuseer i Västmanlands län
- Id-nr 2446, Polismuseum, Sala.
- Id-nr 2451, Skolmuseum, Fagersta.
- Id-nr 2468, Västerås skolmuseum, Västerås.
- Id-nr 2416, Bergslagens kvinnomuseum, Surahammar, Surahammar.
- Id-nr 2449, Skansenmuseet, Fagersta, Fagersta.
- Id-nr 2457, Tidö Leksaksmuseum, Västerås Flyttat till Stockholm
- Id-nr 4387, Veteranbåtsmuseet i Västerås, nedlagt 2017, Västerås.